# تين ماتيتش
تين ماتيتش هو لاعب كرة قدم كرواتي في مركز الهجوم، ولد في 23 أكتوبر 1997 في زغرب في كرواتيا. لعب مع ليغيا وارسو.

## وصلات خارجية
- تين ماتيتش على موقع الاتحاد الأوربي (الإنجليزية)
- تين ماتيتش على موقع قاعدة بيانات كرة القدم.إي يو (الإنجليزية)
- تين ماتيتش على موقع Soccerway.com (الإنجليزية)